# Плоть и кости
«Плоть и ко́сти» (англ. Flesh and Bone) — американский драматический мини-сериал, созданный Мойрой Уолли-Бекетт. Премьера шоу состоялась 8 ноября 2015 года на американском кабельном канале Starz. Танцор Итан Стифел был консультантом и хореографом сериала.
Телесериал получил смешанные положительные отзывы. На сайте-агрегаторе Rotten Tomatoes мини-сериал имеет 60 % «свежести», что основано на 35-ти отзывах критиков; вердикт сайта — «нюансы женских отношений делает „Плоть и кости“ реалистичным изображением профессиональной балетной труппы, хотя и страдает от отсутствия лёгкости». Metacritic дал мини-сериалу 52 балла из ста на основе 19-ти обзоров критиков, среди которых были «смешанные и средние» оценки.

## Сюжет
Молодая балерина по имени Клэр после двухлетнего перерыва в карьере поступает в нью-йоркскую балетную труппу, где буквально с первых дней поражает своим талантом художественного руководителя, который решает сделать из девушки «приму». Однако Клэр не так проста, как кажется: она страдает психической неустойчивостью, кроме того, её отношения с братом, преследующим её, далеки от нормальных.

## В ролях

### Основной состав
- Сара Хей — Клэр Роббинс
- Бен Дэниелс — Пол Грейсон
- Эмили Тайра — Миа Баэли
- Ирина Дворовенко — Кира
- Дэймон Херриман — Ромео
- Джош Хелман — Брайан Роббинс
- Рэйчел Дайан Вейнер — Дафни Кенсингтон
- Саша Радетски — Росс
- Карелл Уильямс — Трей

### Второстепенный состав
- Марина Бенедикт — Тони Каннава
- Това Фелдшу — Ивана
- Джон Элли — Паша
- Ванесса Аспиллага — Моника
- Карлинг Талкотт — Эшли

## Эпизоды
Starz выпустил первый эпизод онлайн 2 ноября 2015 года, а остальные семь эпизодов стали доступны онлайн 8 ноября 2015 года. Помимо этого мини-сериал выходил еженедельно на телеканале Starz.
| № | Название                           | Режиссёр          | Автор сценария     | Дата премьеры   | Зрители в США (млн) |
| - | ---------------------------------- | ----------------- | ------------------ | --------------- | ------------------- |
| 1 | «Bulling Through» «Пробивая стены» | Дэвид Мишо        | Мойра Уолли-Бекетт | 8 ноября 2015   | 0,190               |
| 2 | «Cannon Fodder» «Кэннон Фоддер»    | Джошуа Марстон    | Мойра Уолли-Бекетт | 15 ноября 2015  | 0,147               |
| 3 | «Reconnaissance» «Признание»       | Стефан Шварц      | Адам Рапп          | 22 ноября 2015  | 0,130               |
| 4 | «Boogie Dark» «Тёмное буги»        | Нельсон Маккормик | Дэвид Винер        | 29 ноября 2015  | 0,124               |
| 5 | «M.I.A.» «М. И. А.»                | Адам Дэвидсон     | Джэми О’Брайен     | 6 декабря 2015  | 0,122               |
| 6 | «F.U.B.A.R.» «Ф. У. Б. А. Р.»      | Сэм Миллер        | Адам Рапп          | 13 декабря 2015 | 0,073               |
| 7 | «Full Dress» «Парадное платье»     | Алик Сахаров      | Бронвин Гэррити    | 20 декабря 2015 | 0,116               |
| 8 | «Scorched Earth» «Выжженная земля» | Алик Сахаров      | Мойра Уолли-Бекетт | 27 декабря 2015 | 0,093               |